# Estación de Jasán
Khasan es una estación de la región de Vladivostok Ferrocarril del Lejano Oriente, el único cruce fronterizo de la red de Ferrocarriles Rusos con la red de Ferrocarriles Estatales de Corea . La estación tiene el mismo nombre que la localidad en la que se encuentra.

## Historia
Para desarrollar los recursos naturales del sur de Primorye y proteger sus fronteras de los invasores japoneses, en 1938 comenzó la construcción de una línea de ferrocarril desde la estación de Baranovsky hasta el asentamiento de Kraskino de 190 km. La construcción se completó en 1941. Después del final de la Segunda Guerra Mundial, la línea Baranovsky-Kraskino se extendió hasta la frontera estatal con Corea del Norte y su longitud total fue de 238 km. El destino final de la línea era la estación de Jasán (cerca está el lago Jasán ). La estación se abrió para operar el 28 de septiembre de 1951. Esta estación estuvo en fondo de saco por un corto periodo de tiempo; se construyó un puente de madera temporal sobre el río Tumangan, en la calle por la que pasa la frontera estatal, y ya en 1952 los primeros trenes en funcionamiento pasaron a Corea. El puente de madera temporal no proporcionó el transporte del tráfico de carga creciente, por lo tanto, en 1959, con los esfuerzos conjuntos de los constructores de ambos países, se construyó un puente con vanos metálicos sobre cimientos de piedra, llamado " Puente de la Amistad rusocoreana ". Fue encargado el 9 de agosto de 1959. 
Hasta 2011, el ancho de vía ruso llegaba solo hasta la estación de Tumangan, donde se encuentra el cambio de ejes de las ruedas ferroviarias.
En 2011, la sección de ancho ancho Khasan- Najin fue restaurada, y un tren de prueba pasó a lo largo de la línea.

## Descripción
La estación consta de 6 vías, todas sin electrificar. Dos vías en fondo de saco pueden tomar trenes procedentes de Ussuriysk, las vías restantes en el lado sur cruzan el puente transfronterizo sobre el río Tumen . La entrada al puente desde el lado ruso está cerrada, en el lado sur de la estación hay una estela fronteriza con los escudos Rusia y de Corea del Norte (Républica Popular Democrática de Corea) . 

## Actividades
Según el párrafo, la estación puede recibir y enviar contenedores de hasta 20 toneladas, así como pequeños artículos de carga. 
En la estación, el control de aduanas se lleva a cabo para los pasajeros del tren n.º 651/652, que corre en la ruta Ussuriysk - Tumangan . Como parte de este tren, en la sección Ussuriysk-Khasan, los trenes directos Moscú - Pionyang o Pionyang - Jabárovsk-1 son operados por los Ferrocarriles Estatales de Corea y los trenes Tumangan - Moscú son operados por los ferrocarriles rusos. Viajar en estos trenes a través del territorio coreano está permitido solo para ciudadanos de la RPDC que trabajan en Rusia y grupos organizados de turistas que viajan a la estación de Tumangan y luego son transferidos a Rason en autobús. Viajar en vagones con el mensaje Moscú-Tumangan de una formación rusa en el territorio de Rusia es accesible para todos sin restricciones. Sin embargo, no hay boletos gratuitos para la estación de Khasan, ya que la aldea es una zona fronteriza, y se requiere un permiso especial del servicio fronterizo para visitarla. 

### Estación en política exterior
La estación fue el primer punto ruso a lo largo del tren blindado del líder de la RPDC, Kim Jong Il, durante sus visitas oficiales a Rusia en 2001 y 2011 .